# 衛玄
衛 玄（えい げん、542年 - 618年）は、中国の隋の政治家・軍人。字は文昇。本貫は河南郡洛陽県。

## 経歴
西魏の侍中・左武衛大将軍の衛檦の子として生まれた。北周の武帝が魯公だったとき、召されて記室となった。給事上士に転じ、興勢公の爵位を嗣いだ。宣納下大夫の位に進んだ。武帝が親政をはじめると、衛玄は益州総管長史に任ぜられた。開府儀同三司・太府中大夫に転じ、治内史事をつとめ、京兆尹を兼ねた。宣帝のとき、命令にさからって免官された。
580年、楊堅が丞相となると、衛玄は検校熊州事として復帰した。和州蛮が乱を起こすと、衛玄は行軍総管として乱を鎮圧した。581年、隋が建国されると、衛玄は淮州総管に転じ、同軌郡公に封ぜられたが、事件に連座して免官された。しばらくして、嵐州刺史として復帰した。長城建設の労役の監督にあたった。また朔州総管事を検校した。後に衛尉少卿となった。601年、山獠が乱を起こすと、衛玄は資州刺史として出向して鎮圧にあたった。ときに獠族は大牢鎮を包囲していたが、衛玄が利害を説いてさとすと、獠族の渠帥は同意して、包囲を解いて去った。文帝（楊堅）に喜ばれて、褒賞を受け、遂州総管に任ぜられ、剣南の安撫をつとめた。
604年、煬帝が即位すると、召還されて衛尉卿となった。1年あまりして、工部尚書に転じた。後に工部尚書のまま魏郡太守に任ぜられた。しばらくして、右候衛大将軍に任ぜられ、左候衛事を検校した。612年、刑部尚書に転じた。隋の高句麗遠征では、右禦衛大将軍を検校し、軍を率いて増地道に出た。隋軍は敗北したが、衛玄はひとり自軍を保全して帰還した。金紫光禄大夫の位を受けた。
613年、煬帝が第二次高句麗遠征の途に出立すると、衛玄は代王楊侑とともに長安の留守を預かり、刑部尚書のまま京兆内史に任ぜられた。代王楊侑には師傅の礼で待遇された。楊玄感が東都（洛陽）に迫ると、衛玄は7万の兵を率いて東都の救援に向かった。華陰に到着すると、楊素の墓を暴いてその骸骨を焼いた。潼関を出たところ、衛玄の幕下の人々は、このまま崤・函に進むと伏兵を受ける恐れがあり、陝県で流れに沿って東に下り、河陽におもむいて、楊玄感の背後を攻めようと進言した。衛玄は一喝してこれをしりぞけ、そのまま進んだ。函谷関を越えると、武賁郎将の張峻をおとりとして南道に進め、衛玄は本隊を率いて城北に向かった。楊玄感は迎撃しようとして、金谷に軍を駐屯させた。衛玄は軍中で地を掃いて文帝を祭り、その霊前で決死を誓った。衛玄は多数の死傷者を出して苦戦したが、宇文述や来護児らの援兵が到着すると、楊玄感は西方に逃走をはじめた。衛玄は斛斯万善や龐玉らを先鋒として追撃し、閿郷で宇文述らと合流して楊玄感を破った。煬帝の車駕が高陽に到着すると、衛玄は煬帝にねぎらわれて、良田や邸を賜り、長安に帰還した。
615年、命を受けて関中に駐屯した。ときに叛乱は続発し、民衆は飢饉に苦しんだが、隋の官僚機構は機能不全に陥っていて、衛玄はこれを救うことができなかった。老年を理由に隠退を願い出たが、封倫にさとされて取りやめた。李淵が関中に入ると、衛玄は守りきれないと悟って、病と称して政治にかかわらなかった。長安が陥落すると、邸に帰った。618年、死去した。享年は77。
子の衛孝則は、通事舎人・兵部承務郎となったが、早逝した。

## 伝記資料
- 『隋書』巻六十三 列伝第二十八
- 『北史』巻七十六 列伝第六十四